# Ivon Moore-Brabazon, 3. Baron Brabazon of Tara

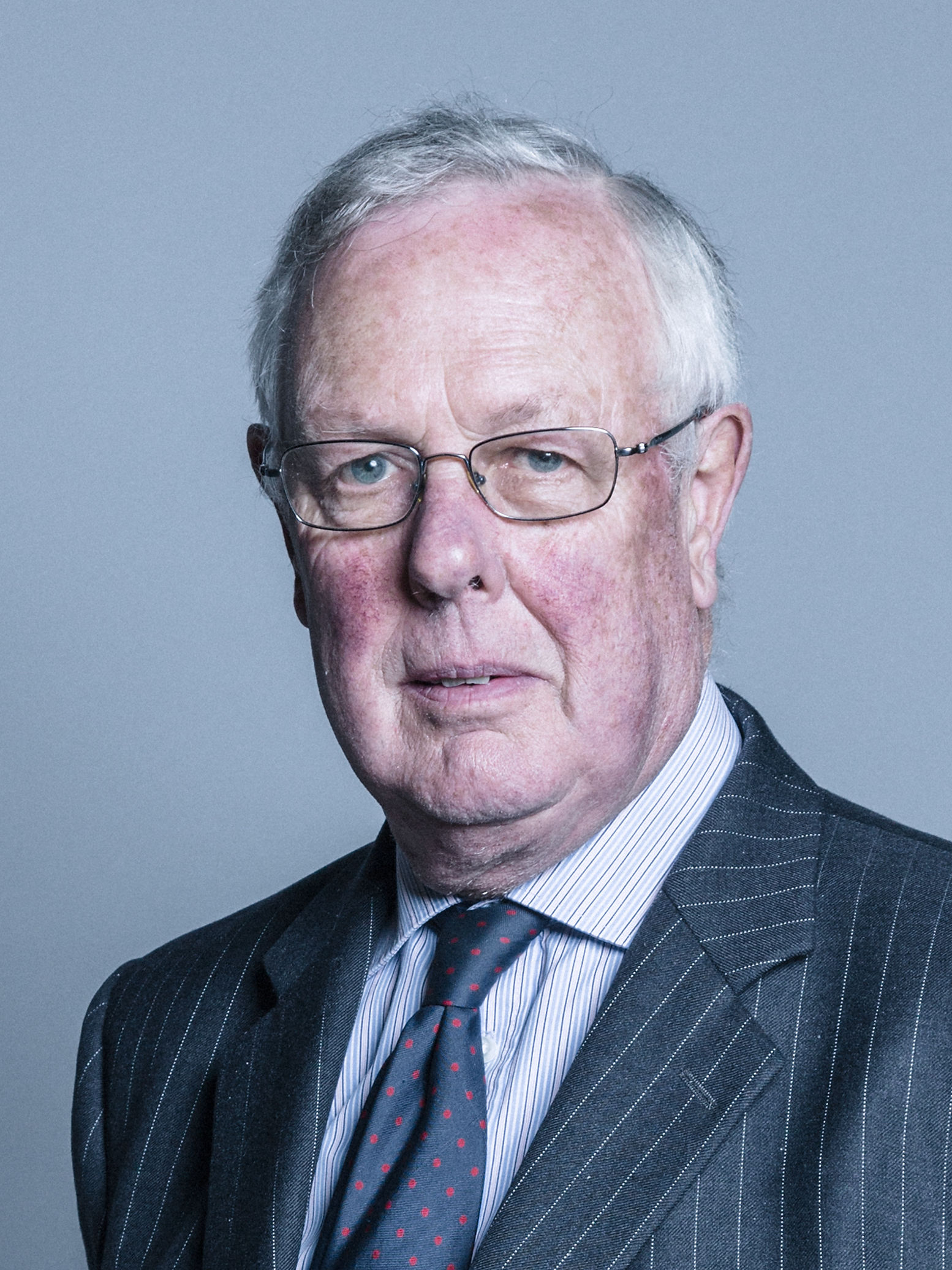
Ivon Moore-Brabazon, 3. Baron Brabazon of Tara

Ivon Anthony Moore-Brabazon, 3. Baron Brabazon of Tara (* 20. Dezember 1946) ist ein britischer Peer und Politiker.

## Leben und Karriere
Moore-Brabazon ist der Sohn von Derek Moore-Brabazon, 2. Baron Brabazon of Tara, und Henrietta Mary Clegg. Er besuchte die Harrow School und arbeitete dann in der Frachtindustrie.
Er erbte den Titel seines Vaters am 11. Dezember 1974. Seit 1983 beteiligt er sich regelmäßig an Debatten im Oberhaus. Von 1984 bis 1986 war er als Whip der Regierung tätig. 1989 bis 1990 war er Staatsminister im Foreign and Commonwealth Office und von 1990 bis 1992 im Verkehrsministerium (Department of Transport). Nach dem Regierungswechsel übernahm Moore-Brabazon von 1998 bis 2000 das Amt des Oppositionssprechers für Verkehr. Seit 1993 ist er Deputy Lieutenant der Isle of Wight.
Auch nach dem House of Lords Act 1999 hält er weiter seinen Sitz im House of Lords als gewählter Hereditary Peer. 2001 wurde er zum Vorsitzenden des Administration and Works Committee gewählt und als Folge davon wurde er Crossbencher. Zuvor gehörte er der Conservative Party an. Derzeit wird er als „unabhängiges Mitglied“ geführt.
Von 2001 bis 2002 war er Principal Deputy Chairman of Committees. Seit 2002 ist er Chairman of Committees  und Deputy Speaker.

## Familie
Moore-Brabazon ist seit dem 8. September 1979 mit Harriet Frances Hamilton verheiratet und hat mit ihr einen Sohn, Benjamin Moore-Brabazon (* 1983), und eine Tochter, Anabel Mary Moore-Brabazon (* 1985).